# 彼得拉保拉
彼得拉保拉（義大利語：Pietrapaola）是意大利科森扎省的一个市镇。总面积52平方公里，人口1213人，人口密度23.3人/平方公里（2009年）。ISTAT代码为078099。